# Ромео Леблан
 Роме́о Лебла́н  (фр. Roméo-Adrien LeBlanc); 18 грудня 1927, Мемрамкук, (англ. Memramcook), Нью-Брансвік — 24 червня 2009, Гранд-Діж, (англ. Grande-Digue), Нью-Брансвік  — канадський політик, журналіст, педагог, і 25-й генерал-губернатор Канади.

## Біографія
Народився в Мемрамкук, Нью-Брансвік, випускник Коледжу Сен-Жосеф у Мемрамкук (Bachelor of Arts і Bachelor of Education) і Паризького університету (фр. Université de Paris) 1951 р.
З 1951 до 1959 року Леблан учителював. У 1960 році став журналістом у франкомовному бюро Сі-Бі-Сі—«Радіо Канада» в Оттаві, США, і Велика Британії. У 1967 році Леблан став прес-секретарем прем'єр-міністрів Канади Лестера Пірсона і П'єра Трюдо.
Леблана в 1972 році обрано до Парламенту Канади як депутата Ліберальної партії Канади. Він увійшов у склад Кабінету П'єра Трюдо як міністр риболовства (1974-1982 роки) і як міністр публічних робіт (1982-1984 роки).
Леблана у 1984 році обрали сенатором до Канадського Сенату; між роками 1995-1999 — генерал-губернатором Канади. 
Помер у 2009 від хвороби Альцгеймера.